# Michael Gerber (Schauspieler)
Michael Gerber (* 10. Februar 1943) ist ein deutscher Schauspieler.

## Leben
Michael Gerber absolvierte 1965 die Staatliche Schauspielschule Berlin. Nach einem Engagement am Theater Anklam kam er 1967 an das Hans Otto Theater in Potsdam, dem er bis 1972 angehörte.  Anschließend spielte er bis 1995 am Berliner Ensemble, wo er über 20 Jahre für das Brecht-Stück Der aufhaltsame Aufstieg des Arturo Ui auf der Bühne stand. Seit 1995 arbeitet er am Deutschen Theater Berlin.
Zusätzlich zu seiner Bühnentätigkeit ist Michael Gerber ein gefragter Film- und Fernsehdarsteller.

## Filmografie
- 1967: Der Revolver des Corporals
- 1969: Das siebente Jahr
- 1970: Netzwerk
- 1971: Rottenknechte  (Fernsehfilm; 5 Teile)
- 1971: Zeit der Störche
- 1971: Goya
- 1971: Optimistische Tragödie (Fernsehfilm)
- 1973: Das unsichtbare Visier (Fernsehserie; Folge 1 und 2)
- 1973: Unterm Birnbaum
- 1973: Die sieben Affären der Doña Juanita (vierteiliger Fernsehfilm)
- 1974: Johannes Kepler
- 1974: Der aufhaltsame Aufstieg des Arturo Ui (Theateraufzeichnung)
- 1976: Lasset die Kindlein… (Fernsehfilm)
- 1976: Die Leiden des jungen Werthers
- 1977: Unterwegs nach Atlantis
- 1978: Der Meisterdieb (Fernsehfilm)
- 1979: Die Rache des Kapitäns Mitchell (Fernsehfilm)
- 1980: Gevatter Tod
- 1980: Blaue Pferde auf rotem Gras (Theateraufzeichnung)
- 1981: Kippenberg (Fernsehfilm)
- 1982: Dein unbekannter Bruder
- 1983: Der Aufenthalt
- 1983: Pianke (Fernsehfilm)
- 1983: Mathilde Möhring (Fernsehfilm)
- 1984: Die Poggenpuhls (Fernsehfilm)
- 1986: Jorinde und Joringel (Fernsehfilm)
- 1987: Hasenherz
- 1989: Großer Frieden (Theateraufzeichnung)
- 1990: Lasst mich doch eine Taube sein
- 1990: Spreewaldfamilie (Fernsehserie; Folge 2, 6 und 7)
- 1991: Heute sterben immer nur die andern
- 1991: Polizeiruf 110: Ein verhängnisvoller Verdacht (Fernsehreihe)
- 1995: Ein starkes Team: Erbarmungslos (Fernsehreihe)
- 1997: Tatort: Schlüssel zum Mord (Fernsehreihe)
- 1997: Lea Katz – Die Kriminalpsychologin: Das wilde Kind
- 1998: Lola und Bilidikid
- 2000: Wolffs Revier (Fernsehserie; Folge 119)
- 2000: Die Polizistin (Fernsehfilm)
- 2001: Polizeiruf 110: Angst
- 2001: Toter Mann (Fernsehfilm)
- 2002: Blond: Eva Blond! – Der Mörder spricht das Urteil (Fernsehreihe)
- 2003: Good Bye, Lenin
- 2003: Lichter
- 2004: Familie Dr. Kleist (Fernsehserie; Folge 5)
- 2004: Napola – Elite für den Führer
- 2004: Mein Name ist Bach
- 2004: Der letzte Zeuge (Fernsehserie – Die Frösche, die Kinder, der Tod)
- 2005: Willenbrock
- 2006: Der Rote Kakadu
- 2006: Du hast gesagt, dass du mich liebst
- 2006: Blond: Eva Blond! – Der sechste Sinn (Fernsehreihe)
- 2006: Das Leben der Anderen
- 2006: Nicht alle waren Mörder (Fernsehfilm)
- 2007: Schattenkinder (Fernsehfilm)
- 2007: SOKO Leipzig (Fernsehserie; Folge 107)
- 2008: Ein starkes Team: Hungrige Seelen
- 2008: Der Kriminalist (Fernsehserie; Folge 15)
- 2009: Mensch Kotschie
- 2009: SOKO Wismar (Fernsehserie; Folge 101)
- 2010: Zivilcourage (Fernsehfilm)
- 2010: Kommissar LaBréa – Mord in der Rue St. Lazare (Krimireihe, Folge 2)
- 2012: Schmidt & Schwarz
- 2012: Zettl
- 2014: SOKO Leipzig (Folge 268)
- 2015: SOKO Wismar (Folge 222)

## Theater
- 1967: William Shakespeare: Richard II. (Bolingbroke) – Regie: Peter Kupke (Hans Otto Theater Potsdam)
- 1967: Peter Abraham: Und das soll Liebe sein? (Klaus) – Regie: Hans Lohr (Hans Otto Theater Potsdam)
- 1968: William Shakespeare: Die Komödie der Irrungen – Regie: Peter Kupke (Hans Otto Theater Potsdam)
- 1968: Friedrich Wolf: Die Matrosen von Cattaro (Leutnant) – Regie: Peter Kupke (Hans Otto Theater Potsdam)
- 1969: Klaus Wolf: Lagerfeuer (Kramer) – Regie: Peter Kupke (Hans Otto Theater Potsdam)
- 1970: Johann Wolfgang von Goethe: Die Laune des Verliebten (Eridon) – Regie: Horst Ruprecht (Hans Otto Theater Potsdam – Theater im Neuen Palais von Sanssouci)
- 1972: Peter Hacks: Omphale – Regie: Ruth Berghaus (Berliner Ensemble)
- 1972: Erwin Strittmatter: Katzgraben (Vorsitzender der Ortsgruppe der SED) – Regie: B. K. Tragelehn (Berliner Ensemble)
- 1973: Bertolt Brecht: Turandot oder der Kongress der Weißwäscher (Nu Shan) – Regie: Wolfgang Pintzka/Peter Kupke (Berliner Ensemble)
- 1974: Bertolt Brecht: Leben Eduards des Zweiten von England (Eduard der Zweite) – Regie: Ekkehard Schall/Barbara Berg (Berliner Ensemble)
- 1975: Karl Mickel: Celestina (Diener Sempronio) – Regie: Jürgen Pörschmann / Günter Schmidt (Berliner Ensemble)
- 1976: Bertolt Brecht: Der kaukasische Kreidekreis (Polizist Schauwa) – Regie: Peter Kupke (Berliner Ensemble)
- 1977: Bertolt Brecht nach Jakob Michael Reinhold Lenz: Der Hofmeister (Fritz) – Regie: Peter Kupke (Berliner Ensemble)
- 1978: Bertolt Brecht: Leben des Galilei (Ludovico Marsili) – Regie: Manfred Wekwerth/Joachim Tenschert (Berliner Ensemble)
- 1978: Bertolt Brecht: Mutter Courage und ihre Kinder (Schweizerkas) – Regie: Peter Kupke (Berliner Ensemble)
- 1979: Volker Braun: Großer Frieden – Regie: Manfred Wekwerth/Joachim Tenschert (Berliner Ensemble)
- 1980: Bertolt Brecht: Die Ausnahme und die Regel (Kaufmann) – Regie: Carlos Medina (Berliner Ensemble)
- 1980: Volker Braun: Simplex deutsch – Regie: Piet Drescher (Berliner Ensemble – Probebühne)
- 1980: Michail Schatrow: Blaue Pferde auf rotem Gras (Bauer) – Regie: Christoph Schroth (Berliner Ensemble)
- 1981: Bertolt Brecht: Turandot oder der Kongress der Weißwäscher (Gogher Gogh) – Regie: Manfred Wekwerth/Joachim Tenschert (Berliner Ensemble)
- 1982: Hanns Eisler: Johann Faustus (Mephisto) – Regie: Manfred Wekwerth/Joachim Tenschert (Berliner Ensemble)
- 1983: Bertolt Brecht: Trommeln in der Nacht – Regie: Christoph Schroth (Berliner Ensemble)
- 1983: Bertolt Brecht: Die Tage der Commune – Regie: Carlos Medina (Berliner Ensemble)
- 1984: Peter Weiss: Der neue Prozess (Botschafter) – Regie: Axel Richter (Berliner Ensemble)
- 1986: William Shakespeare: Troilus und Cressida (Nestor) – Regie: Manfred Wekwerth (Berliner Ensemble)
- 1986: Carl Zuckmayer: Der Hauptmann von Köpenick (Bürgermeister Obermüller) – Regie: Christoph Brück (Berliner Ensemble)
- 1987: Marieluise Fleißer: Fegefeuer in Ingolstadt (Roelle) – Regie: Axel Richter (Berliner Ensemble)
- 1987: Bertolt Brecht: Baal (Bürger) – Regie: Alejandro Quintana (Berliner Ensemble)
- 1988: Bertolt Brecht: Die Mutter (Lehrer Lapkin) – Regie: Manfred Wekwerth/Joachim Tenschert (Berliner Ensemble)
- 1988: Volker Braun: Lenins Tod (Lenin) – Regie: Christoph Schroth (Berliner Ensemble)
- 1990: Thomas Brasch: Rotter – Märchen aus Deutschland (Arbeiter) – Regie: Christoph Schroth (Berliner Ensemble)
- 1991: Georg Seidel: Villa Jugend (Klein) – Regie: Fritz Marquardt (Berliner Ensemble)
- 1991: Bertolt Brecht: Schweyk im Zweiten Weltkrieg (Gestapospitzel Brettschneider) – Regie: Manfred Wekwerth (Berliner Ensemble)
- 1992: Ernst Barlach: Der arme Vetter (Voss) – Regie: Fritz Marquardt (Berliner Ensemble)
- 1994: Samuel Beckett: Endspiel – Regie: Peter Palitzsch (Berliner Ensemble)
- 1995: Bertolt Brecht: Der aufhaltsame Aufstieg des Arturo Ui (Sheet, Ragg/Reporter) – Regie: Heiner Müller (Berliner Ensemble)
- 2004: Johann Wolfgang von Goethe: Faust I. – Regie: Michael Thalheimer (Deutsches Theater Berlin)
- 2006: Friedrich Dürrenmatt: Die Physiker – Regie: András Fricsay (Deutsches Theater Berlin)
- 2006: Ödön von Horváth: Kasimir und Karoline – Regie: Andreas Dresen (Deutsches Theater Berlin)
- 2007: Aischylos: Orestie – Regie: Michael Thalheimer (Deutsches Theater Berlin)
- 2007: Friedrich Schiller: Don Carlos – Regie: Nicolas Stemann (Deutsches Theater Berlin)
- 2007: Frank Wedekind: Musik – Regie: Thomas Schulte-Michels (Deutsches Theater Berlin)
- 2007: Johann Strauss: Die Fledermaus – Regie: Michael Thalheimer (Deutsches Theater Berlin)
- 2008: Arthur Miller: Hexenjagd (Giles Corey) – Regie: Thomas Schulte-Michels (Deutsches Theater Berlin – Kammerspiele)
- 2010: Friedrich Hebbel: Die Nibelungen (Dietrich von Bern) – Regie: Michael Thalheimer (Deutsches Theater Berlin)
- 2011: Gerhart Hauptmann: Die Weber – Regie: Michael Thalheimer (Deutsches Theater Berlin)
- 2011: Judith Herzberg: Über Leben – Regie: Stefan Kimmich (Deutsches Theater Berlin)
- 2011: Dea Loher: Unschuld – Regie: Michael Thalheimer (Deutsches Theater Berlin)
- 2013: Ödön von Horváth: Geschichten aus dem Wiener Wald – Regie: Michael Thalheimer (Deutsches Theater Berlin)
- 2013: Friedrich Schiller: Die Jungfrau von Orleans (Thibaut d’Arc) – Regie: Michael Thalheimer (Deutsches Theater Berlin und Salzburger Festspiele)
- 2015: Peter Handke: Immer noch Sturm – Regie: Frank Abt (Deutsches Theater Berlin)
- 2015: Anne Jelena Schulte: Wodka-Käfer (Kammerjäger) – Regie: Brit Bartkowiak (Deutsches Theater Berlin)
- 2016 Berlin Alexanderplatz (Deutsches Theater Berlin)

## Hörspiele
- 1980: Michail Bulgakow: Die Kabale der Scheinheiligen – Regie: Werner Grunow (Hörspiel – Rundfunk der DDR)
- 1980: Friedrich Schiller: Maria Stuart (Okelley) – Regie: Werner Grunow (Hörspiel – Rundfunk der DDR)
- 1981: Arne Leonhardt: Jazz am Grab – Regie: Werner Grunow (Hörspielpreis der Kritiker für Autor und Regie 1982 – Rundfunk der DDR)
- 1983: Wolfgang David: Furcht vor Amseln (Unteroffizier) – Regie: Manfred Täubert (Kinderhörspiel – Rundfunk der DDR)
- 1984: Lasar Lagin: Abenteuer mit Hottab (Teil 4: Süßwassermatrosen) – Regie: Rüdiger Zeige (Kinderhörspiel – Rundfunk der DDR)
- 1984: Thomas Heise: Schweigendes Dorf (Pfarrer) – Regie: Thomas Heise (Hörspiel – Rundfunk der DDR)
- 1984: Oscar Wilde: Der Fischer und seine Seele – Regie: Barbara Plensat (Hörspiel – Rundfunk der DDR)
- 1986:  Aleksandar Obrenović: Der süße Duft der Erneuerung (Arbeiter) – Regie: Aleksandar Obrenović (Hörspiel – Rundfunk der DDR)
- 1986: Georg Büchner: Woyzeck (Unteroffizier) – Regie: Joachim Staritz (Hörspiel – Rundfunk der DDR)
- 1987: Manfred Müller: Die wunderbare Ziege (Häscher) – Regie: Manfred Täubert (Kinderhörspiel – Rundfunk der DDR)
- 1987: Erich Kästner: Fabian oder Der Gang vor die Hunde – Regie: Joachim Staritz (Hörspiel – Rundfunk der DDR)
- 1987: Wilhelm Raabe: Die Chronik der Sperlingsgasse (Tischler) – Regie: Manfred Täubert (Kinderhörspiel (2 Teile) – Rundfunk der DDR)
- 1987: Bodo Schulenburg: Das Kälbchen und die Schwalbe – Regie: Manfred Täubert (Kinderhörspiel – Rundfunk der DDR)
- 1987: Halina Gòrska: Die Blume des Amethyst (Arnold von Treville) – Regie: Manfred Täubert (Kinderhörspiel – Rundfunk der DDR)
- 1988: Homer: Die Irrfahrten des Odysseus (Poseidon) – Regie: Werner Buhss (Kinderhörspiel (6 Teile) – Rundfunk der DDR)
- 1988: Christoph Wielepp: Der Klipperbixstein (Wachtmeister) – Regie: Manfred Täubert (Kinderhörspiel/Kurzhörspiel – Rundfunk der DDR)
- 1988: Anton Tschechow: Krankensaal Nr. 6 (Semjon) – Regie: Joachim Staritz (Hörspiel – Rundfunk der DDR)
- 1989: Heidrun Loeper: Der Prinz von Theben in Berlin (Kurt Wolf) – Regie: Barbara Plensat (Hörspiel – Rundfunk der DDR)
- 1989: Marion Seelig: Das Mädchen Secunda und der Dieb (Nachbar) – Regie: Manfred Täubert (Kinderhörspiel – Rundfunk der DDR)
- 1989: Annelies Schulz: Die Feuerprinzessin (Schatzminister) – Regie: Manfred Täubert (Kinderhörspiel – Rundfunk der DDR)
- 1989: Vijay Tendulkar: Der leere Stuhl der Miss Shaku Dalvi (Bhole) – Regie: Beate Rosch (Hörspiel – Rundfunk der DDR)
- 1989: Peter Brasch: Santerre (Hulin) – Regie: Joachim Staritz (Hörspiel – Rundfunk der DDR)
- 1989: Ursula Ullrich: Traumpferdreiten oder: Wo kommen bloß die Babies her? (Storch) – Regie: Karin Lorenz (Kinderhörspiel – Litera)
- 1990: Waldtraut Lewin: Der goldene Regen – Regie: Barbara Plensat (Hörspiel – Rundfunk der DDR)
- 1991: Linde von Kayserlingk: Aber am meisten mitten im Herzen (Sanitäter) – Regie: Beate Rosch (Kinderhörspiel/Hörkurzspiel – Funkhaus Berlin)
- 1991: Mirjana Buljan: Der siebente Bruder – Regie: Barbara Plensat (Hörspiel – Funkhaus Berlin/ORF)
- 1993: Karl-Heinz Bölling: In der Sackgasse (Wachmann) – Regie: Joachim Staritz (Hörspiel – DS Kultur)
- 1995: Xenija Dragunskaja: Oktoberland (Computerfreak) – Regie: Beate Rosch/Siegfried Pfaff (Hörspiel – ORB)
- 1998: Michail Bulgakow: Der Meister und Margarita – Regie: Petra Meyenburg (Hörspiel (30 Teile) – MDR)